# Бедрик Юрій Іванович
Юрій Іванович Бедрик (нар. 1 січня 1968, с. Студинка, Новгород-Сіверський район, Чернігівська область) — український поет, перекладач, літературознавець. Кандидат філологічних наук.

## Життєпис
Навчався в школі №2 міста Лубни. Закінчив Київський національний університет імені Тараса Шевченка, аспірантуру Інституту літератури НАН України. Кандидат філологічних наук.  
Автор дослідження «Василь Стус: проблема сприймання» (1993).
Вірші Юрія Бедрика ввійшли до шкільної хрестоматії для наймолодших класів. 
Працював на редакторській, викладацькій, журналістській роботі, зараз - провідний науковий співробітник в Національний музей історії України у Другій світовій війні. 
Становлення як поета відбулося в місті Лубні, де закінчив школу і почав друкуватися у пресі. Живе і працює у Києві.

## Доробок
Автор
- поетичних збірок
  - «Жертовник» (1992),
  - «Метафізика восени» (1996),
  - «Свято небуття» (1999),
  - «Цвіт геральдичний та інші поезії» (2004),
- книжок віршів для дітей
  - «Тьотя Бегемотя» (2010),
  - «Снюсь-нюсь-нюсь» (2015),
  - «Хвостаті вірші» (2022),
  - «Динозавромовки» (2023),
- дослідження
  - «Василь Стус: проблема сприймання» (1993).

Переклади поезій Франсуа Війона, Парні, Жерара де Нерваля, Поля Верлена, Артюра Рембо, Яна Кохановського, Болеслава Лесьмяна, Яна Лехоня, Юліана Тувіма, Ярослава Івашкевича, Константи Ільдефонса Галчинського та ін.

## Нагороди
Лауреат Міжнародної літературної премії імені Миколи Гоголя.